# Lioubov Popova
Pour les articles homonymes, voir Popov.
Lioubov Sergueïevna Popova (en russe : Любо́вь Серге́евна Попо́ва), née à Ivanovskoïe, non loin de Moscou (6 mai 1889 – morte le 25 mai 1924 à Moscou) est une styliste et peintre constructiviste, suprématiste et cubo-futuristes russe. Membre de l'avant-garde russe, elle se distingue par ses compositions futuristes et architectoniques, dans le sillage de Malevitch et d'autres artistes femmes, Natalia Gontcharova, Olga Rozanova, Varvara Stepanova et Alexandra Exter.

## Biographie
Issue d'une famille de « marchands riches et cultivés », Popova prend des leçons de dessins dès 11 ans avant d'étudier avec Stanislav Zhukovsky à 18 ans. En 1908, elle rejoint l'atelier de Constantin Youon et Ivan Dudin. Elle s'intéresse particulièrement aux anciennes icônes russes, à Giotto, et plus généralement aux peintres italiens des XVe et XVIe siècles.
En 1909, elle se rend à Kiev, puis en 1910, à Pskov et Novgorod. L'année suivante, elle va notamment à Saint-Pétersbourg pour étudier les icônes. En 1912, elle travaille à l'atelier moscovite dit La Tour avec Ivan Aksenov et Vladimir Tatline.
En 1912–1913, elle étudie avec Nadejda Oudaltsova à Paris. Elle étudie la peinture à l’Académie de la Palette auprès de Jean Metzinger et d'Henri Le Fauconnier. Elle se familiarise aussi avec le futurisme et rencontre Alexandre Archipenko et Ossip Zadkine. De retour en Russie en 1913, elle travaille avec Tatline, Udaltsova et les frères Vesnine. En 1914, elle se rend de nouveau en France et en Italie à la rencontre du cubisme et du futurisme.
Malade de la scarlatine, Lioubov Popova meurt à l'âge de 35 ans le 25 mai 1924.

## Œuvre
Ses premières œuvres sont des paysages et des dessins d'hommes et de femmes (1908-1912). À partir de 1913, elle peint des nus et des portraits cubo-futuristes (Nu cubiste, 1913), réalise une série de natures mortes en relief avec des collages, des lettres peintes et des matériaux divers (1914-1915) [Nature morte italienne,1914]. En 1915 elle participe avec Malevitch, Jean Pougny, Ivan Klioune, et dix autres artistes à l'Exposition 0.10 qui présente des œuvres futuristes, suprématistes.
En 1916, elle entame une réflexion sur la présence ou plutôt l'absence de l'objet menant tout droit et logiquement vers la non-objectivité.
Elle compose des toiles suprématistes où elle mêle la couleur, les volumes et la ligne (série des « Architectoniques picturales », 1916, 1921), où des formes géométriques s'imbriquent les unes dans les autres et créent une organisation des éléments, non comme moyen de figuration, mais comme constructions autonomes. Dans cette série dénommée Architectoniques picturales, sa peinture est abstraite, mais reste cependant influencée par son intérêt pour la peinture sur bois des icônes et ses échanges avec Vladimir Tatline.
En 1921, elle signe une proclamation pour l'abandon de la peinture de chevalet, et déclare que « L'organisation des éléments de la production artistique doit se tourner vers la mise en forme des éléments matériels de la vie, c’est-à-dire vers l'industrie, vers ce qu'on appelle la production ». À ce titre, elle participe à l'exposition 5x5=25 en septembre-octobre de cette même année 1921 à Moscou, en compagnie notamment d'Alexandre Rodtchenko. Acquise aux thèses bolcheviques, elle réalise ainsi en 1923 un projet d'affiche proclamant : « Longue vie à la dictature du prolétariat ».

## Galerie

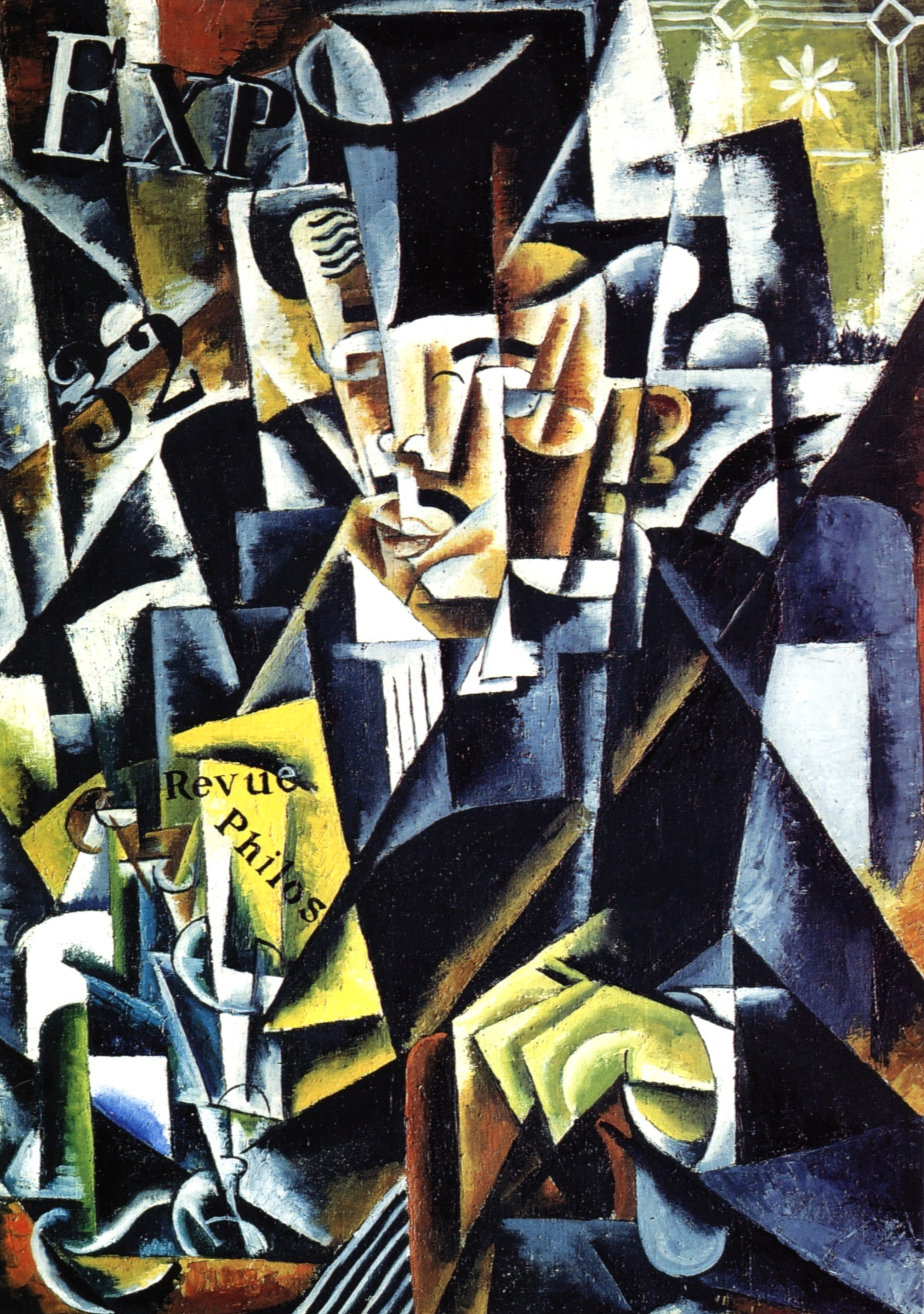
Portrait d'un philosophe, 1915
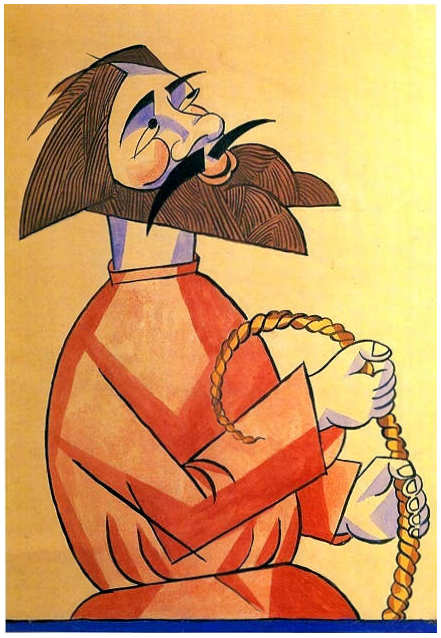
Balda, 1919
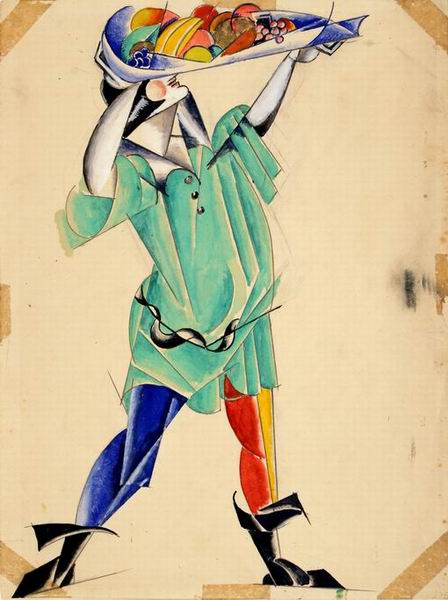
Roméo et Juliette (Ромео и Джульетта), 1920
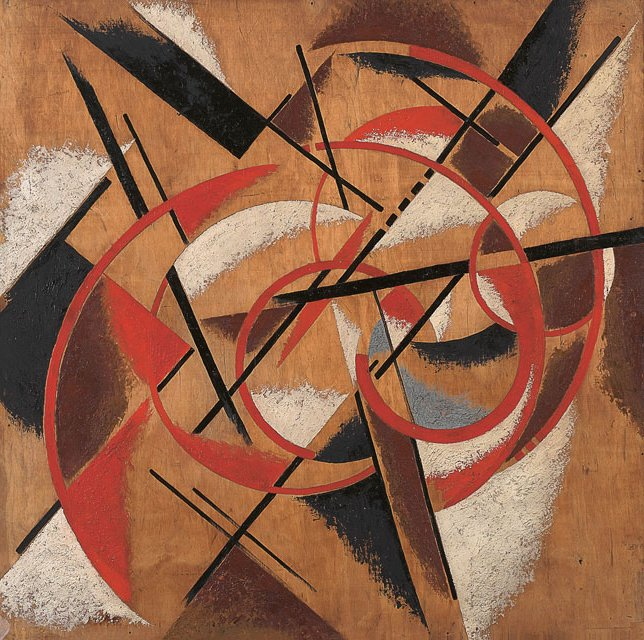
Construction de force spatiale, 1920-21, poudre de marbre sur contreplaqué 1 123 × 1 125 mm
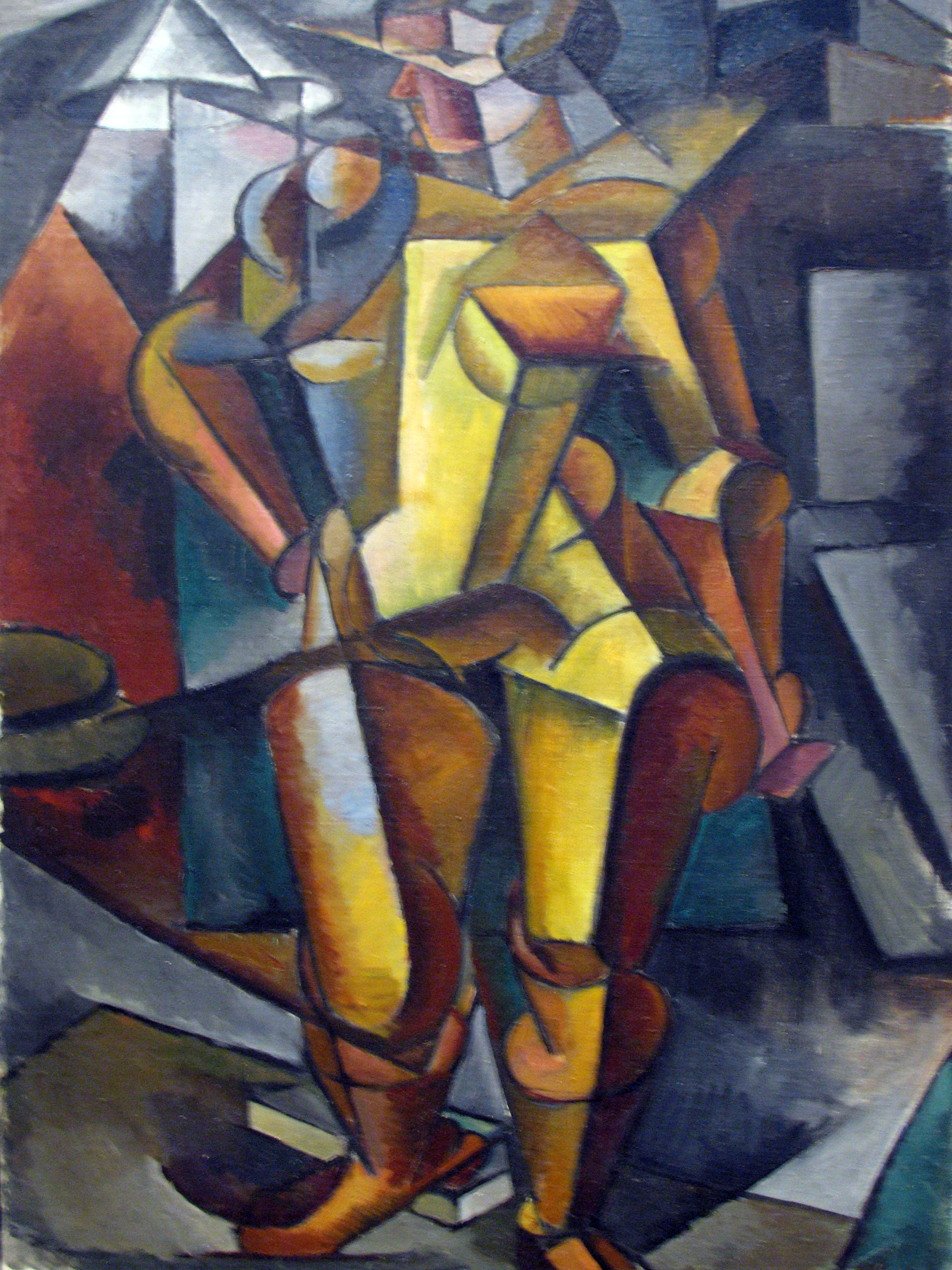
Le modèle, 1913
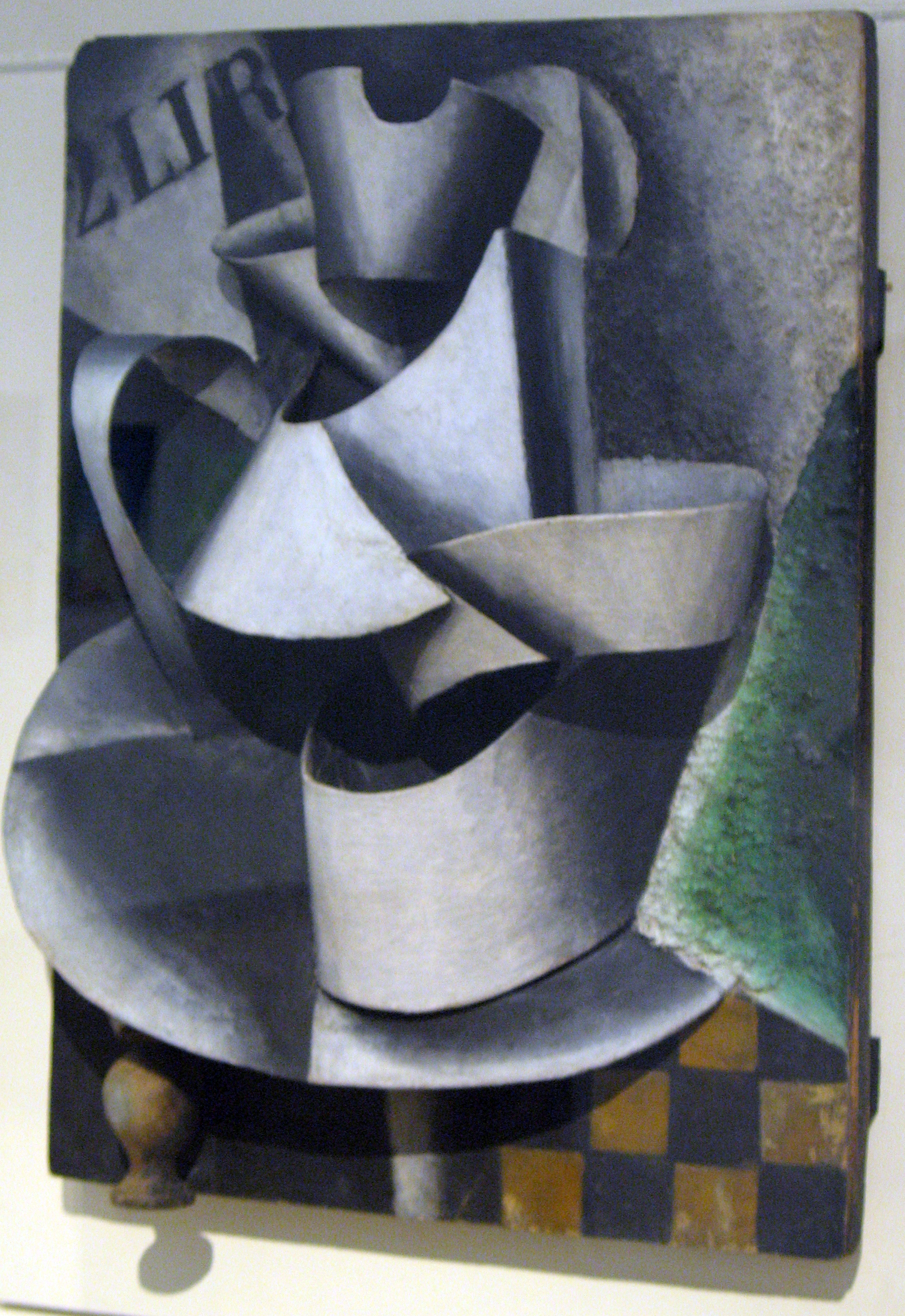
Coupe sur une table, 1915
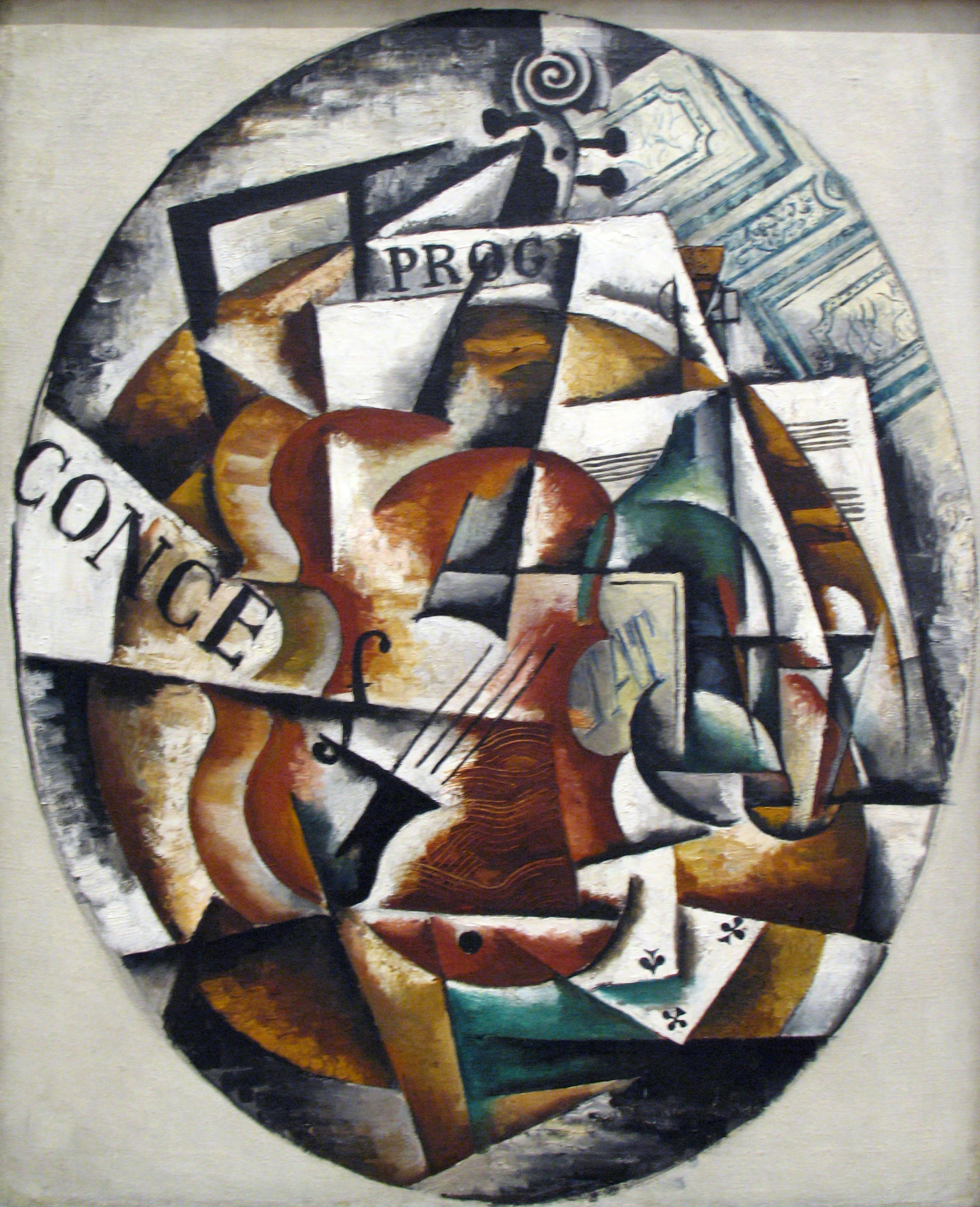
Violine, 1915
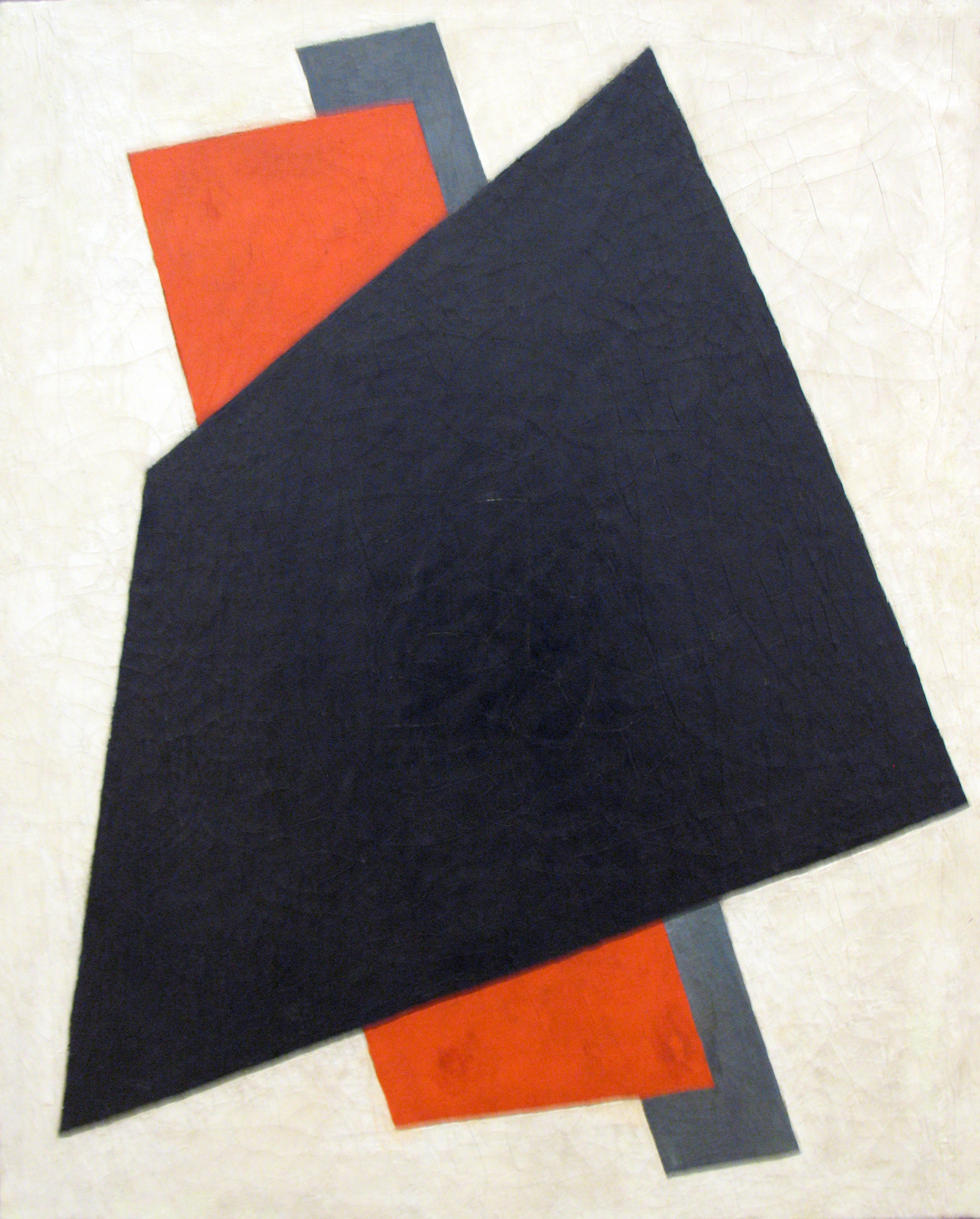
L'architecture picturale, 1916
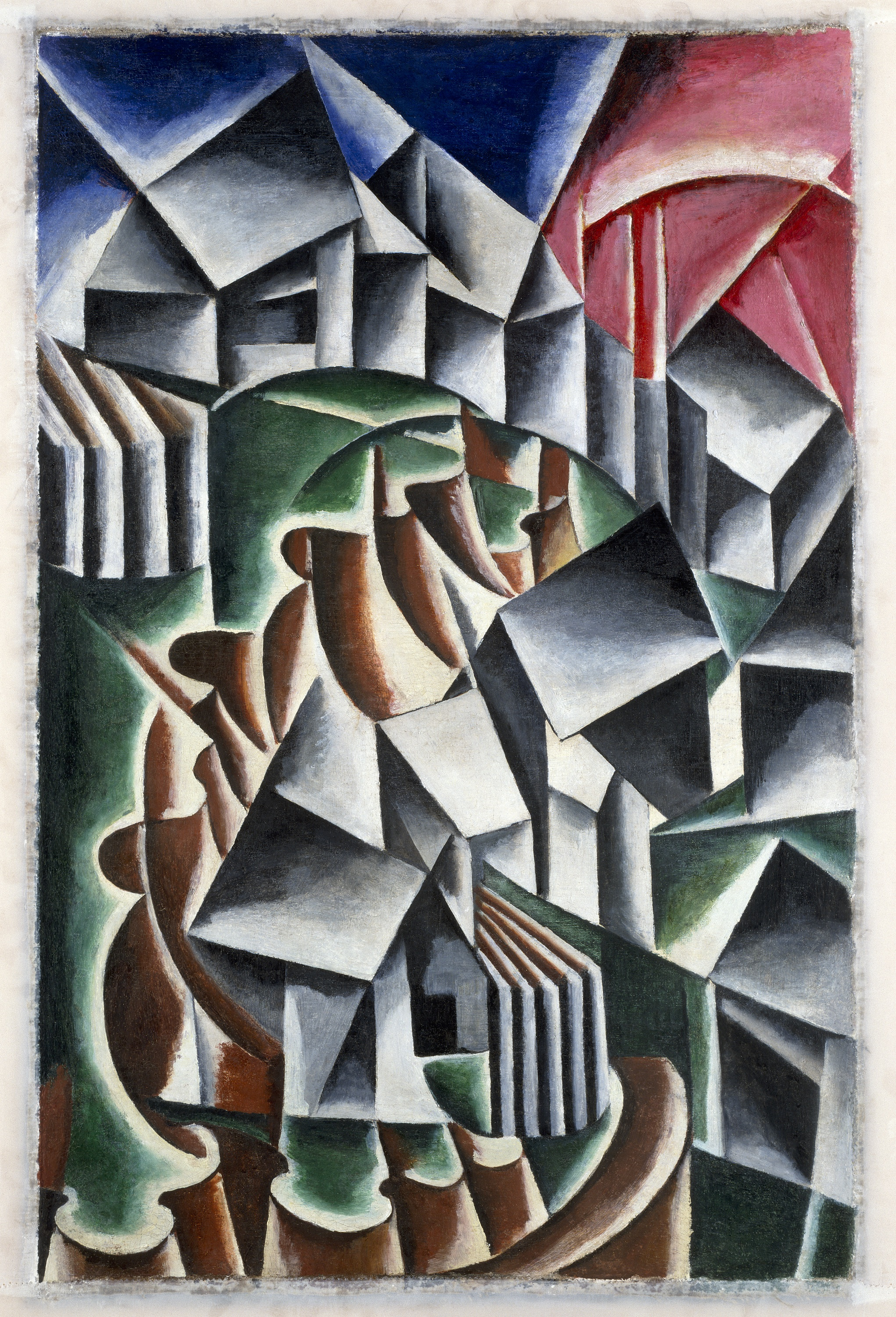
Birsk, 1916
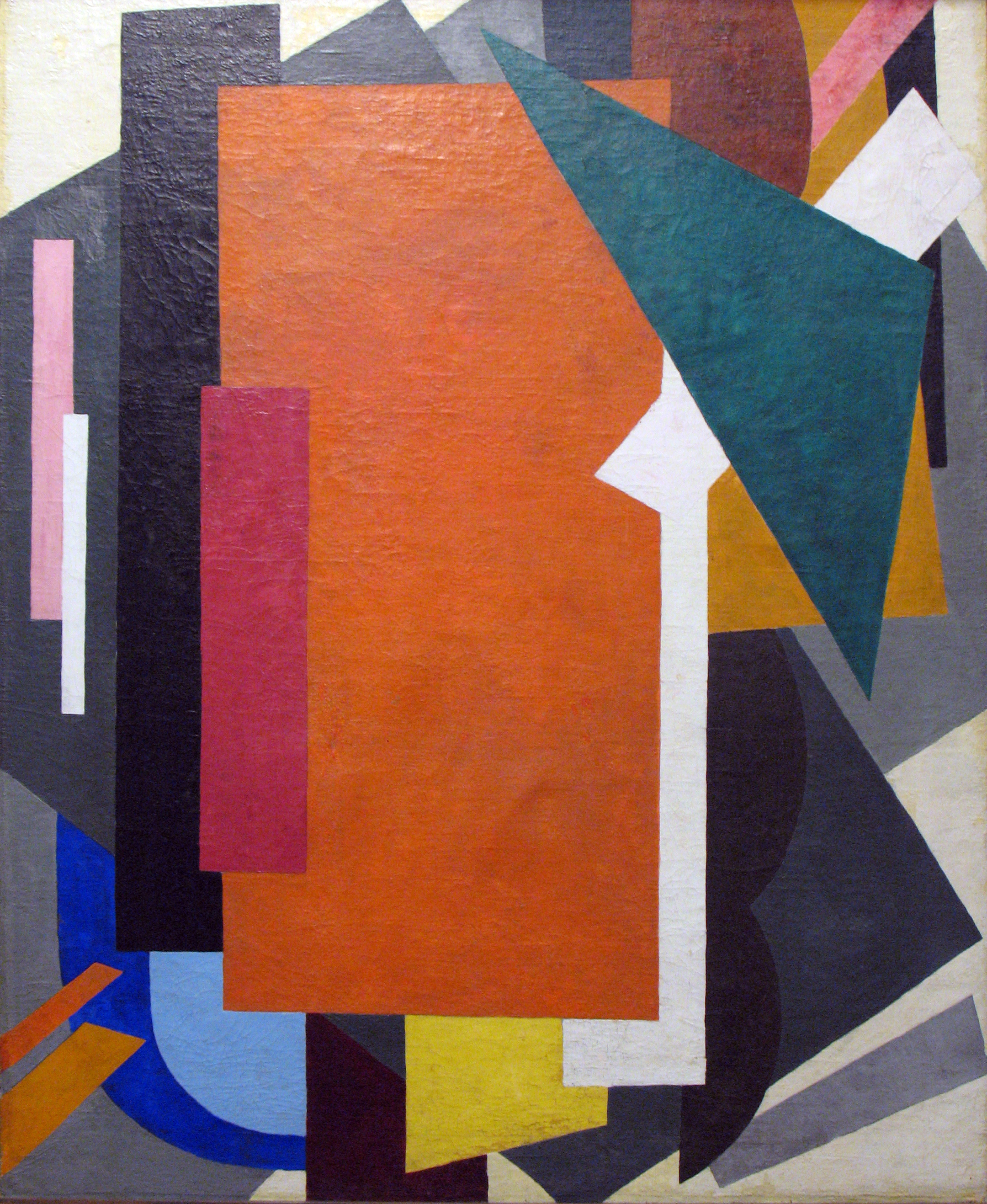
Construction pittoresque, 1920
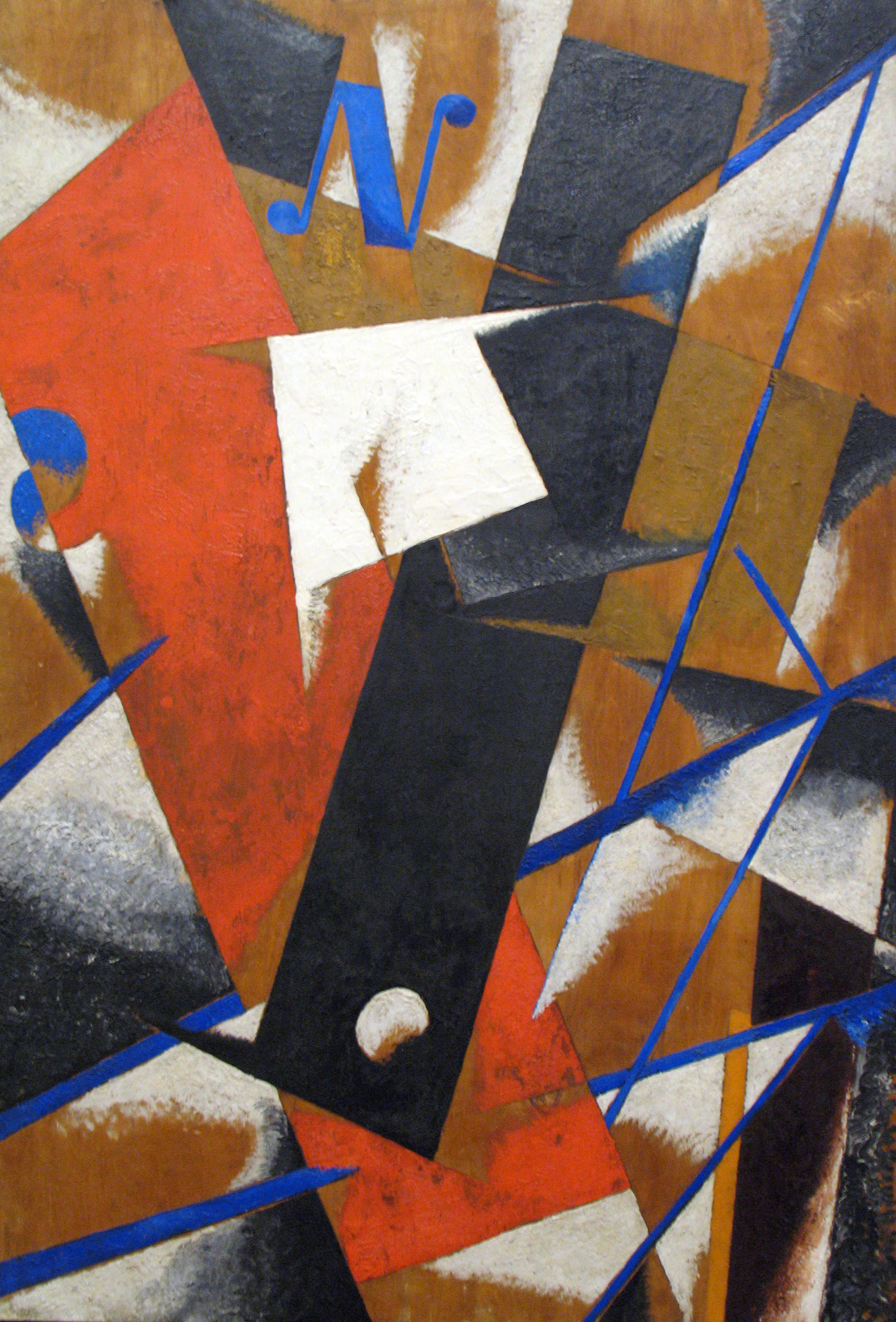
Construction Espace-et-Force, 1921
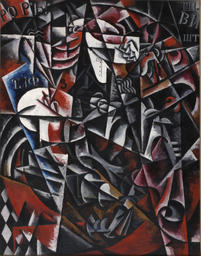
Femme voyageant, 1915

## Hommage
Depuis 2012, un cratère de la planète Mercure est nommé Popova en son honneur.